# Fred Savage
Fred Aaron Savage, född 9 juli 1976 i Chicago, Illinois, är en amerikansk skådespelare. Savage är mest känd för rollen som Kevin Arnold i TV-serien En härlig tid.
Under 2000-talet har Savage även producerat och regisserat TV-serier, exempelvis har han regisserat avsnitt av Phil från framtiden, Modern Family och Greek. Hans yngre bror Ben Savage är också skådespelare. Även den yngre systern Kala jobbar inom skådespelarbranschen.

## Privatliv
Savage är son till Joanne och Lewis Savage. Han är sedan 2004 gift med Jennifer Lynn Stone (barndomsvän). Paret har två söner och en dotter.

## Filmografi (urval)

### Skådespelare
- 1987 – Bleka dödens minut
- 1988–1993 – En härlig tid (TV-serie)
- 1996 – No One Would Tell
- 1998 – Djungelboken: Mowglis äventyr (röst)
- 2002 – Austin Powers in Goldmember
- 2004 – Justice League Unlimited (TV-serie) (röst)

### Regi
- 2007 – Kollopapporna